# 蒂拉赫战役
蒂拉赫战役是1897年9月至1898年4月期間在現今巴基斯坦开伯尔-普什图省蒂拉赫爆發的一場戰役。作戰雙方分別是大英帝國（英屬印度）和阿夫里迪。最終大英帝國獲勝。